# Estadi Rue de Lenningen
L'Estadi Rue de Lenningen és un estadi de futbol a la ciutat de Canach, al sud-est de Luxemburg. Actualment és l'estadi del Football Club Jeunesse Canach. Té capacitat per a 1.000 persones.